# Wiltonia eylesi
Wiltonia eylesi är en spindelart som beskrevs av Forster och Norman I. Platnick 1985. Wiltonia eylesi ingår i släktet Wiltonia och familjen Orsolobidae. Inga underarter finns listade i Catalogue of Life.